# Naš Slovenski kalendar
Naš Slovenski kalendar (Naš slovenski koledar) je predhodnik Dober pajdás kalendariuma iz leta 1922. Izšel je le enkrat, saj je leta 1923 zopet začel izhajati Dober pajdás. Naš slovenski kalendar se razlikuje od Dobrega pajdása samo v uporabi gajice. Koledar sta urejela Franc Talanji in Jožef Kološa. 
Naš slovenski kalendar se na prvih straneh spomni kralja Petra in pozdravi novega kralja, Aleksandra.
16. avgusta 1921 je zaspao na veke prvi kral Srbov, Hrvatov i Slovencov.
Kak znamo, je že duže časa trpo za volo betegov, štere si je nakopao pri požrtnovalnom deli za Slovence juga; te beteg ga je spravo pred cajtom v grob. Kral Peter I. je büo I. Jugoslovenski vladar. Siromaška i prosta kmetska hiše je dala Srbom njihovoga osvoboditelja, Čarnoga Jürja, preddedeka Petrovoga. V dühi svojega predzačetnika je delao tüdi kral Peter I. i dovršo ono, ka je Čaren Jüri začno. Pa ne samo ono, nego ešče več je dosegno, ar je ne samo vse Srbe zdrüžo v edno državo, nego tüdi Hrvatom i Slovencom je prinesao narodno svobodo i je prikapčo k krvnim bratom, Srbom.
Jezik Našega slovenskega kalendara prevzame elemente iz knjižnega slovenskega jezika ter srbohrvaščine, nekaj značilnosti ima tudi iz goričkega narečja.
Talanji je leta 1923 zopet izdal novi Dober pajdás. Dober pajdás kalendárium za leto 1934 je pod vplivom prekmurske jezikovne vojne nadomestil madžarski črkopis s slovenskim črkopisom.

## Vir
- Franci Just: Med verzuško in pesmijo, Franc-Franc Murska Sobota ISBN 961-219-025-9